# Бриджес, Майлз
Майлз Эммануэль Бриджес (англ. Miles Emmanuel Bridges; род. 21 марта 1998, Флинт, Мичиган) — американский баскетболист, выступающий за команду Национальной баскетбольной ассоциации «Шарлотт Хорнетс». Играет на позиции лёгкого форварда. До начала профессиональной карьеры выступал за команды старших школ Флинт Саутвест из Флинта и Хантингтон Преп из Хантингтона, штат Западная Виргиния, а также за команду Университета штата Мичиган «Мичиган Стэйт Спартанс». Был выбран на драфте НБА 2018 года в первом раунде под 12-м номером командой «Лос-Анджелес Клипперс».

## Ранние годы
Майлз является самым младшим из шести детей Рэймонда и Синтии Бриджесов, у него три старших сестры и два брата. Его отец в молодости играл в баскетбол на позиции центрового и тяжёлого форварда. Дважды, в 1971 и 1972 годах, он выигрывал баскетбольный чемпионат штата Мичиган в составе команды старшей школы Флинт Нортерн. Рэймонд начал учить Майлза баскетболу, когда тому исполнилось два года.
В 14 лет Бриджес поступил в старшую школу Флинт Саутвест, где сразу стал игроком школьной баскетбольной команды. В это время он имел рост 193 см и играл на позиции центрового. В своём первом сезоне Бриджес набирал в среднем 10 очков, делал 11 подборов и три блок-шота за игру. Его команда дошла до полуфинала регионального чемпионата.

## Профессиональная карьера

### Шарлотт Хорнетс (2018—настоящее время)
21 июня 2018 года Бриджес был выбран на драфте НБА под общим 12-м номером командой «Лос-Анджелес Клипперс». В день драфта его обменяли в «Шарлотт Хорнетс» на выбранного под 11-м номером Шея Гилджеса-Александера. 2 июля 2018 года Бриджес заключил с «Хорнетс» свой первый профессиональный контракт. Бриджес принял участие в конкурсе по броскам сверху 2019 года.
14 февраля 2020 года в Чикаго Бриджес получил награду MVP матча восходящих звезд в составе команды США, которая выиграла у команды Мира со счетом 151-131.
20 ноября 2021 года Бриджес набрал максимальные в своей карьере 35 очков и 10 подборов в матче с «Атлантой Хокс».
13 апреля 2022 года во время поражения «Хорнетс» от «Атланты Хокс» в рамках матча плей-ин Бриджес был удален с площадки и бросил капу в 16-летнего болельщика «Хокс». На следующий день НБА оштрафовала его за этот инцидент на 50 000 долларов.
В межсезонье 2022/23 «Хорнетс» направили Бриджесу квалификационное предложение.
14 апреля 2023 года Бриджес был отстранен от участия в НБА на 30 игр без сохранения заработной платы в связи с инцидентом, связанным с домашним насилием в отношении его жены Мишель Джонсон и двух их детей. Хотя обвинительный процесс шёл с середины июля до начала ноября, НБА начала собственное расследование
7 июля 2023 года Бриджес принял квалификационное предложение от «Шарлотт Хорнетс».
17 ноября 2023 года Бриджес отбыл дисквалификацию и набрал 17 очков и пять подборов в матче с «Милуоки Бакс». 20 ноября Бриджес набрал 14 очков, сделал 15 подборов, пять передач, один перехват и забросил победный трехочковый в матче с «Бостон Селтикс».
17 декабря 2023 года в матче против «Филадельфии Севенти Сиксерс» Бриджес завершил встречу с «-56» по показателю «+/-». Это второй худший результат в истории НБА (после Мэнни Харриса с «-57» в составе «Кливленда» против «Лейкерс» в 2011 году).

## Статистика

### Статистика в НБА
| Сезон                                                                                    | Команда | Регулярный сезон | Регулярный сезон | Регулярный сезон | Регулярный сезон | Регулярный сезон | Регулярный сезон | Регулярный сезон | Регулярный сезон | Регулярный сезон | Регулярный сезон | Регулярный сезон | Серия плей-офф | Серия плей-офф | Серия плей-офф | Серия плей-офф | Серия плей-офф | Серия плей-офф | Серия плей-офф | Серия плей-офф | Серия плей-офф | Серия плей-офф | Серия плей-офф |
| Сезон                                                                                    | Команда | GP               | GS               | MPG              | FG%              | 3P%              | FT%              | RPG              | APG              | SPG              | BPG              | PPG              | GP             | GS             | MPG            | FG%            | 3P%            | FT%            | RPG            | APG            | SPG            | BPG            | PPG            |
| ---------------------------------------------------------------------------------------- | ------- | ---------------- | ---------------- | ---------------- | ---------------- | ---------------- | ---------------- | ---------------- | ---------------- | ---------------- | ---------------- | ---------------- | -------------- | -------------- | -------------- | -------------- | -------------- | -------------- | -------------- | -------------- | -------------- | -------------- | -------------- |
| 2018/19                                                                                  | Шарлотт | 80               | 25               | 21,2             | 46,4             | 32,5             | 75,3             | 4,0              | 1,2              | 0,7              | 0,6              | 7,5              | Не участвовал  | Не участвовал  | Не участвовал  | Не участвовал  | Не участвовал  | Не участвовал  | Не участвовал  | Не участвовал  | Не участвовал  | Не участвовал  | Не участвовал  |
| 2019/20                                                                                  | Шарлотт | 65               | 64               | 30,7             | 42,4             | 33,0             | 80,9             | 5,6              | 1,8              | 0,6              | 0,7              | 13,0             | Не участвовал  | Не участвовал  | Не участвовал  | Не участвовал  | Не участвовал  | Не участвовал  | Не участвовал  | Не участвовал  | Не участвовал  | Не участвовал  | Не участвовал  |
| 2020/21                                                                                  | Шарлотт | 66               | 19               | 29,3             | 50,3             | 40,0             | 86,7             | 6,0              | 2,2              | 0,7              | 0,8              | 12,7             | Не участвовал  | Не участвовал  | Не участвовал  | Не участвовал  | Не участвовал  | Не участвовал  | Не участвовал  | Не участвовал  | Не участвовал  | Не участвовал  | Не участвовал  |
| 2021/22                                                                                  | Шарлотт | 80               | 80               | 35,5             | 49,1             | 33,1             | 80,2             | 7,0              | 3,8              | 0,9              | 0,8              | 20,2             | Не участвовал  | Не участвовал  | Не участвовал  | Не участвовал  | Не участвовал  | Не участвовал  | Не участвовал  | Не участвовал  | Не участвовал  | Не участвовал  | Не участвовал  |
| 2023/24                                                                                  | Шарлотт | 69               | 67               | 37,4             | 46,2             | 34,9             | 82,5             | 7,3              | 3,3              | 0,9              | 0,5              | 21,0             | Не участвовал  | Не участвовал  | Не участвовал  | Не участвовал  | Не участвовал  | Не участвовал  | Не участвовал  | Не участвовал  | Не участвовал  | Не участвовал  | Не участвовал  |
| 2024/25                                                                                  | Шарлотт | 64               | 64               | 31,7             | 43,1             | 31,3             | 87,0             | 7,5              | 3,9              | 0,7              | 0,7              | 20,3             | Не участвовал  | Не участвовал  | Не участвовал  | Не участвовал  | Не участвовал  | Не участвовал  | Не участвовал  | Не участвовал  | Не участвовал  | Не участвовал  | Не участвовал  |
|                                                                                          | Всего   | 424              | 319              | 30,8             | 46,2             | 34,0             | 82,6             | 6,2              | 2,7              | 0,8              | 0,7              | 15,7             | Не участвовал  | Не участвовал  | Не участвовал  | Не участвовал  | Не участвовал  | Не участвовал  | Не участвовал  | Не участвовал  | Не участвовал  | Не участвовал  | Не участвовал  |
| Наведите курсор мыши на аббревиатуры в заголовке таблицы, чтобы прочесть их расшифровку. |         |                  |                  |                  |                  |                  |                  |                  |                  |                  |                  |                  |                |                |                |                |                |                |                |                |                |                |                |

### Статистика в NCAA
| Сезон | Команда       | Conf    | Class | GP | GS | MPG  | FG%  | 3P%  | FT%  | RPG | APG | SPG | BPG | PPG  |
| --- | ------------- | ------- | ----- | -- | -- | ---- | ---- | ---- | ---- | --- | --- | --- | --- | ---- |
| 2016/17 | Мичиган Стэйт | Big Ten | FR    | 28 | 27 | 32,0 | 48,6 | 38,9 | 68,5 | 8,3 | 2,1 | 0,7 | 1,5 | 16,9 |
| 2017/18 | Мичиган Стэйт | Big Ten | SO    | 34 | 33 | 31,4 | 45,7 | 36,4 | 85,3 | 7,0 | 2,7 | 0,6 | 0,8 | 17,1 |
| Всего | Всего         | Всего   | Всего | 62 | 60 | 31,6 | 47,0 | 37,5 | 77,6 | 7,6 | 2,4 | 0,6 | 1,1 | 17,0 |
| Наведите курсор мыши на аббревиатуры в заголовке таблицы, чтобы прочесть их расшифровку Статистика приведена с сайта sports-reference.com |               |         |       |    |    |      |      |      |      |     |     |     |     |      |